# Новосёловка (Александрийский район)
Новосёловка (укр. Новоселівка; до 2016 г. — Коминтерн) — посёлок в Приютовской поселковой общине Александрийского района Кировоградской области Украины.
Население по переписи 2001 года составляло 631 человек. Почтовый индекс — 28022. Телефонный код — 5235. Код КОАТУУ — 3520383701.